# تنبل زمینی
تنبل زمینی (انگلیسی: Ground sloth) از گونه‌های منقرض‌شده تنبل است.
یووال نوح هراری در کتاب انسان خردمند: تاریخ مختصر بشر انسان را عامل اصلی انقراض تنبل‌ها قلمداد می‌کند. او در این کتاب آورده است: در طی ۲۰۰۰ سال پس از ورود انسان به سرزمین‌های این جانوران بیشتر این گونه‌های بی‌همتا نابود شدند. بر پایهٔ برآوردهای کنونی در آن فاصله کوتاه آمریکای شمالی و آمریکای جنوبی بیشتر پستاندارهای بزرگ‌پیکر را از دست دادند. گربه‌های دندان‌خنجری، بعد از نشو و نما در طول بیش از سی میلیون سال، به کلی نابود شدند و همین سرنوشت دامنگیر تنبل‌ها، شیرهای بزرگ‌پیکر، اسب‌ها و شترهای بومی آمریکا و ماموت‌ها شد.
یووال نوح هراری معتقد است که انسان‌ها در انقراض بیشتر جانوران دوران انقلاب شناختی مقصر اصلی هستند. او می‌گوید ما مجرم هستیم. هیچ شکی در این نیست. حتی اگر تغییرات اقلیمی همدست ما بوده باشد باز هم مشارکت انسان در این جرم قطعی است.